# Embalse Puclaro
El Embalse Puclaro «Intendente Renán Fuentealba Moena» es un embalse de agua localizado en la comuna de Vicuña a 50 km al oriente de la ciudad de La Serena en la provincia de Elqui, Región de Coquimbo, Chile.

## Historia
El embalse Puclaro está situado sobre los antiguos pueblos de La Polvada, Punta Azul y Gualliguaica. Su construcción se inicia en agosto de 1996, y el 15 de octubre de 1999 se inició el llenado del embalse, pese las pérdidas causadas por los temporales de agosto de 1997, que alteraron el plan de construcción. Técnicas aplicables a grandes presas determinan la capacidad del Embalse Puclaro en 200 hm³, permitiendo una adecuada seguridad de riego a 20.700 ha aproximadamente, lo que significa más que duplicar el área regada antes de la construcción de la represa. La obra beneficia a 2.508 predios con un tamaño medio de 8 ha por predio.

Vistas
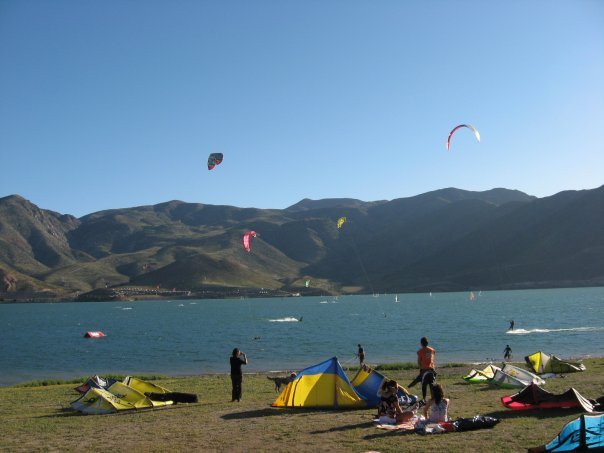
Windsurf en la playa
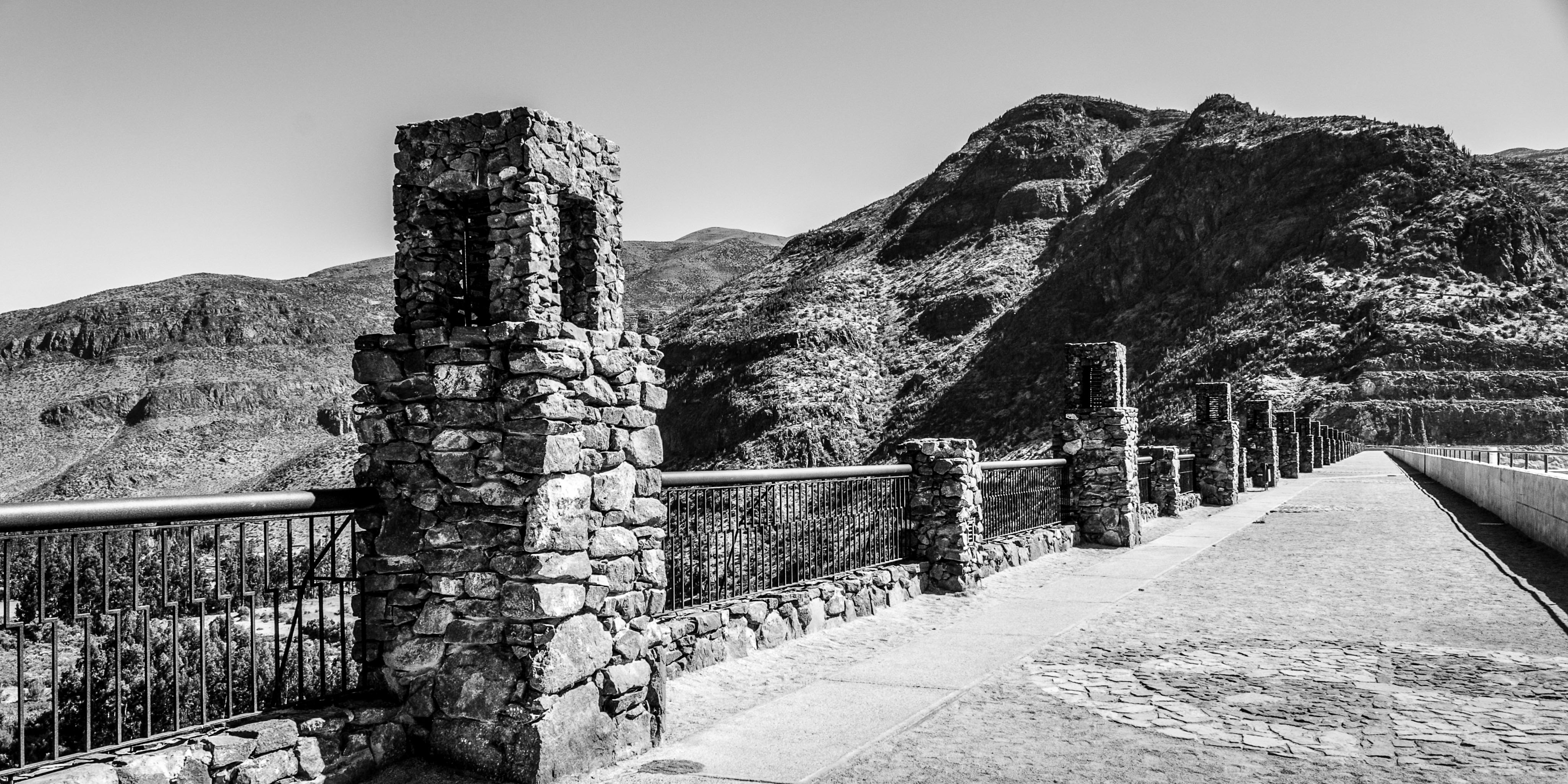
Paseo sobre el dique.
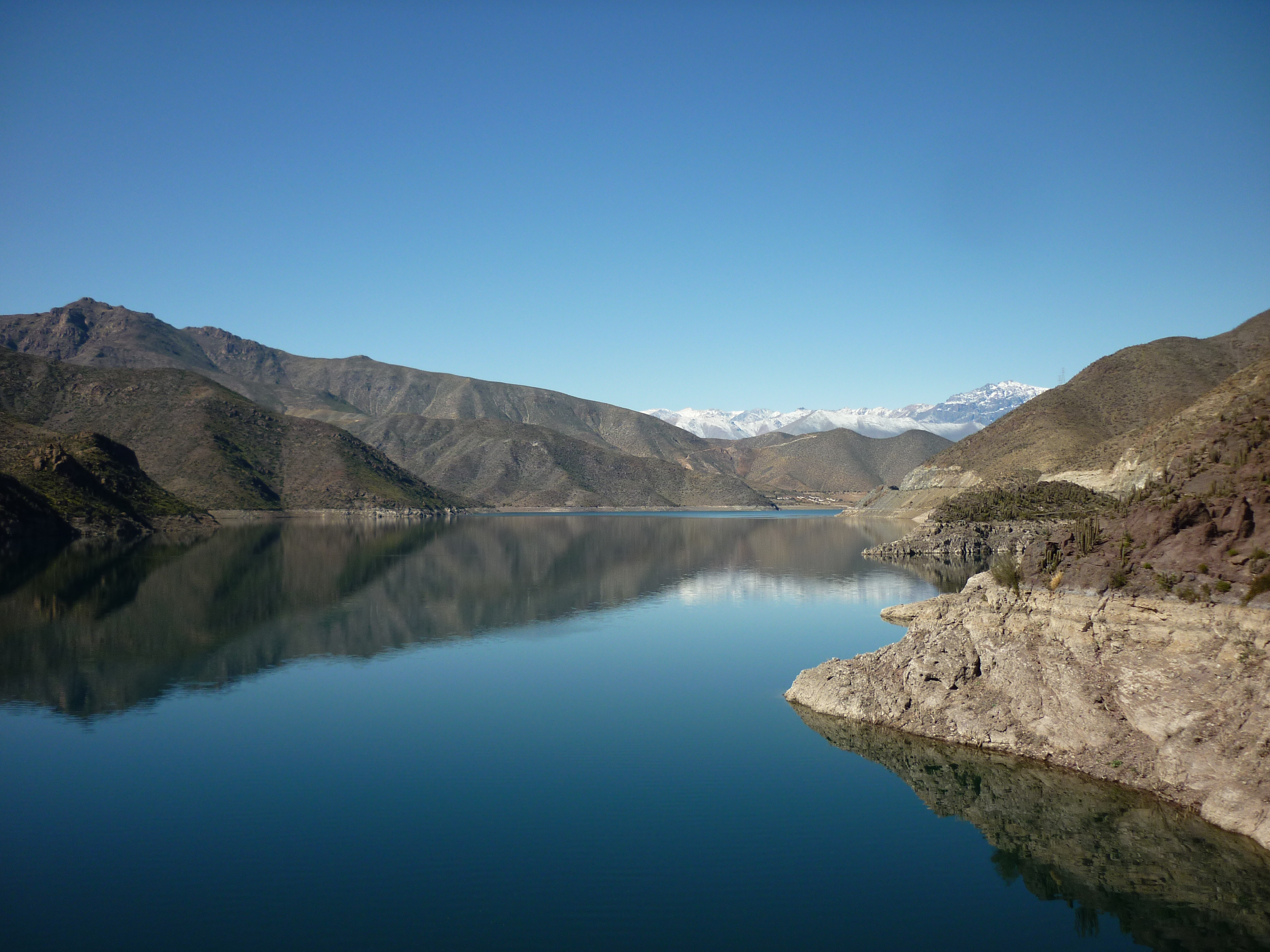
Vista panorámica.

El embalse Puclaro fue creado con motivos de reserva de agua potable y de riego de los campos del Valle de Elqui, donde se cultiva la uva usada para la elaboración de Pisco, uva de mesa de exportación y, en menor medida, para la producción de vino, es por esto que el agua del embalse es potable y pura, además de tener la prohibición de embarcaciones a motor, por lo que se permiten embarcaciones y disciplinas deportivas a vela como el windsurf y el kitesurf, también conocidas como windsurfing, kitesurfing y kiteboarding, creándose escuelas de dichos deportes en las localidades ubicadas en las orillas del embalse.
La zona de inundación tiene 760 ha, con longitud máxima de 7 km, esta área de inundación abarca las localidades de Marchigüe y Gualliguaica, incluidas las bocatomas de los canales del mismo nombre y los canales Puclaro y Polvada y parte del sector de Punta Azul. El Embalse Puclaro cuenta con una altura de 83 metros y una longitud de coronación de 595 m.

## Turismo
El embalse Puclaro tiene las condiciones ideales durante todo el año para la práctica del windsurfing, kitesurfing y kiteboarding.

## Situación hídrica en 2018-19
| Comparación contenido Embalse Puclaro                            |                                                                  |
| ---------------------------------------------------------------- | ---------------------------------------------------------------- |
| Gráfico no disponible temporalmente debido a problemas técnicos. |                                                                  |
| Contenido promedio histórico Contenido 2018-19                   |                                                                  |
|                                                                  | Gráfico no disponible temporalmente debido a problemas técnicos. |

La información de la Dirección General de Aguas sobre el volumen almacenado por el embalse durante los últimos 12 meses muestra una clara recarga con respecto al promedio histórico almacenado de 138 millones m³.